# Cordylancistrus nephelion
Cordylancistrus nephelion är en fiskart som beskrevs av Anthony J. Provenzano, Jr. och Milani 2006. Cordylancistrus nephelion ingår i släktet Cordylancistrus och familjen Loricariidae. Inga underarter finns listade i Catalogue of Life.